# Just Push Play
Just Push Play è il tredicesimo album in studio degli Aerosmith, uscito il 6 marzo 2001 per l'Etichetta Columbia Records.
Nella versione giapponese è stata variata leggermente la tracklist; è stata tolta l'ultima traccia Face/Under My Skin, e sono state aggiunte le tracce Won't Let You Down e I Don't Want to Miss a Thing.

## Tracce

### CD
Edizione (statunitense) CD del 2001, pubblicato dalla Columbia Records (CK 62088)
1. Beyond Beautiful – 4:45 (Joe Perry, Marti Frederiksen, Steven Tyler)
2. Just Push Play – 3:51 (Mark Hudson, Steve Dudas, Steven Tyler)
3. Jaded – 3:34 (Marti Frederiksen, Steven Tyler)
4. Fly Away from Here – 5:01 (Marti Frederiksen, Todd Chapman)
5. Trip Hoppin' – 4:27 (Steven Tyler, Joe Perry, Marti Frederiksen, Mark Hudson)
6. Sunshine – 3:37 (Steven Tyler, Joe Perry, Marti Frederiksen)
7. Under My Skin – 3:45 (Steven Tyler, Joe Perry, Marti Frederiksen, Mark Hudson)
8. Luv Lies – 4:26 (Steven Tyler, Joe Perry, Marti Frederiksen, Mark Hudson)
9. Outta Your Head – 3:22 (Steven Tyler, Joe Perry, Marti Frederiksen)
10. Drop Dead Gorgeous – 3:42 (Steven Tyler, Joe Perry, Marti Frederiksen)
11. Light Inside – 3:34 (Steven Tyler, Joe Perry, Marti Frederiksen)
12. Avant Garden – 4:52 (Steven Tyler, Joe Perry, Marti Frederiksen, Mark Hudson)

Edizione (europea) CD, pubblicato nel 2001 dalla Columbia Records (501535 2)
1. Beyond Beautiful – 4:45 (Joe Perry, Marti Frederiksen, Steven Tyler)
2. Just Push Play – 3:51 (Mark Hudson, Steve Dudas, Steven Tyler)
3. Jaded – 3:34 (Marti Frederiksen, Steven Tyler)
4. Fly Away from Here – 5:01 (Marti Frederiksen, Todd Chapman)
5. Trip Hoppin' – 4:27 (Steven Tyler, Joe Perry, Marti Frederiksen, Mark Hudson)
6. Sunshine – 3:37 (Steven Tyler, Joe Perry, Marti Frederiksen)
7. Under My Skin – 3:45 (Steven Tyler, Joe Perry, Marti Frederiksen, Mark Hudson)
8. Luv Lies – 4:26 (Steven Tyler, Joe Perry, Marti Frederiksen, Mark Hudson)
9. Outta Your Head – 3:22 (Steven Tyler, Joe Perry, Marti Frederiksen)
10. Drop Dead Gorgeous – 3:42 (Steven Tyler, Joe Perry, Marti Frederiksen)
11. Light Inside – 3:34 (Steven Tyler, Joe Perry, Marti Frederiksen)
12. Avant Garden – 4:52 (Steven Tyler, Joe Perry, Marti Frederiksen, Mark Hudson)
13. Face / Under My Skin (Reprise) – 4:39 (Marti Frederiksen / Steven Tyler, Joe Perry, Marti Frederiksen, Mark Hudson) – Traccia bonus

Edizione (giapponese) CD del 2004, pubblicato dalla Sony Records (MHCP 332)
1. Beyond Beautiful – 4:45 (Joe Perry, Marti Frederiksen, Steven Tyler)
2. Just Push Play – 3:51 (Mark Hudson, Steve Dudas, Steven Tyler)
3. Jaded – 3:34 (Marti Frederiksen, Steven Tyler)
4. Fly Away from Here – 5:01 (Marti Frederiksen, Todd Chapman)
5. Trip Hoppin' – 4:27 (Steven Tyler, Joe Perry, Marti Frederiksen, Mark Hudson)
6. Sunshine – 3:37 (Steven Tyler, Joe Perry, Marti Frederiksen)
7. Under My Skin – 3:45 (Steven Tyler, Joe Perry, Marti Frederiksen, Mark Hudson)
8. Luv Lies – 4:26 (Steven Tyler, Joe Perry, Marti Frederiksen, Mark Hudson)
9. Outta Your Head – 3:22 (Steven Tyler, Joe Perry, Marti Frederiksen)
10. Drop Dead Gorgeous – 3:42 (Steven Tyler, Joe Perry, Marti Frederiksen)
11. Light Inside – 3:34 (Steven Tyler, Joe Perry, Marti Frederiksen)
12. Avant Garden – 4:52 (Steven Tyler, Joe Perry, Marti Frederiksen, Mark Hudson)
13. Won't Let You Down – 3:36 (Steven Tyler, Joe Perry, Marti Frederiksen, Mark Hudson) – Traccia bonus
14. I Don't Want to Miss a Thing – 6:32 (Warren) – Traccia bonus

## Formazione

### Gruppo
- Steven Tyler - voce, armonica, cori in Drop Dead Gorgeous
- Joe Perry - chitarra, slide guitar, cori, voce in Drop Dead Gorgeous
- Brad Whitford - chitarra
- Tom Hamilton - basso, cori
- Joey Kramer - batteria

Altri musicisti
- Jim Cox - pianoforte in Fly Away from Here organo su Avant Garden
- Paul Santo - tastiera
- Tower of Power - sezione fiati in Trip Hoppin'
- Dan Higgins - clarinetto, sassofono su Trip Hoppin'
- Chelsea Tyler - suoni di supporto in Under My Skin
- Paul Caruso - programmazione su Drop Dead Gorgeous
- Liv Tyler - sussurro in Avant Garden
- Tony Perry - Graffiando su Just Push Play